# 레밍
레밍(lemming) 또는 나그네쥐는 비단털쥐과에 속하는 설치류의 일종으로, 쥐 가운데 작은 것을 부르는 말이거나 레밍족에 속하는 동물, 특히 노르웨이레밍(Lemmus lemmus) 한 종만을 일컫는 말이다. 북유럽(스칸디나비아 반도), 북아메리카, 유라시아 지역에 많이 서식하며 다리가 짧고 부드러운 털을 가졌다.

## 습성
레밍은 집단 자살로 유명한데, 특히 디즈니의 영화 《하얀 광야》에 나오는, 수십 마리의 레밍이 고의로 바다에 뛰어드는 장면 때문에 유명해졌다. 실제로 이는 다른 설치류에게서도 나타나는 현상으로, 개체 수가 폭발적으로 증가한 종이 사방으로 서식지를 찾아 돌아다니기 때문에 나타나는 현상이다. 보통은 눈이 나쁜 레밍이 바다를 쉽게 건널 수 있는 작은 강으로 착각해서 ‘자살’ 현상이 일어난다.(레밍의 집단 자살은 여러 가지 설이 존재한다. 자기장의 이상에 의한 현상, 개체증가에 의한 먹이부족으로 인한 자살이라는 학설이 있다.)(하지만,프랑스의 작가 베르나르 베르베르는 레밍들은 개체수가늘면 다른곳으로 이동하는 습성있는데 지각변동으로 인해 하나의 대륙이 갈라져 절벽이 생겼지만 레밍의 유전자지도는 초기상태를 유지하여 절벽이 있지만 그 조상의길을 따라가는 것이다.라고 주장했다.)

## 하위 분류
- 레밍속(Lemmus)
  - 아무르레밍(Lemmus amurensis)
  - 노르웨이레밍(Lemmus lemmus)
  - 우랑겔섬레밍(Lemmus portenkoi)
  - 시베리아갈색레밍(Lemmus sibiricus)
  - 북아메리카갈색레밍(Lemmus trimucronatus)
- 늪레밍속(Synaptomys)
  - 북부늪레밍(Synaptomys borealis)
  - 남부늪레밍(Synaptomys cooperi)
- 숲레밍속(Myopus)
  - 숲레밍(Myopus schisticolor)

## 사진과 그림

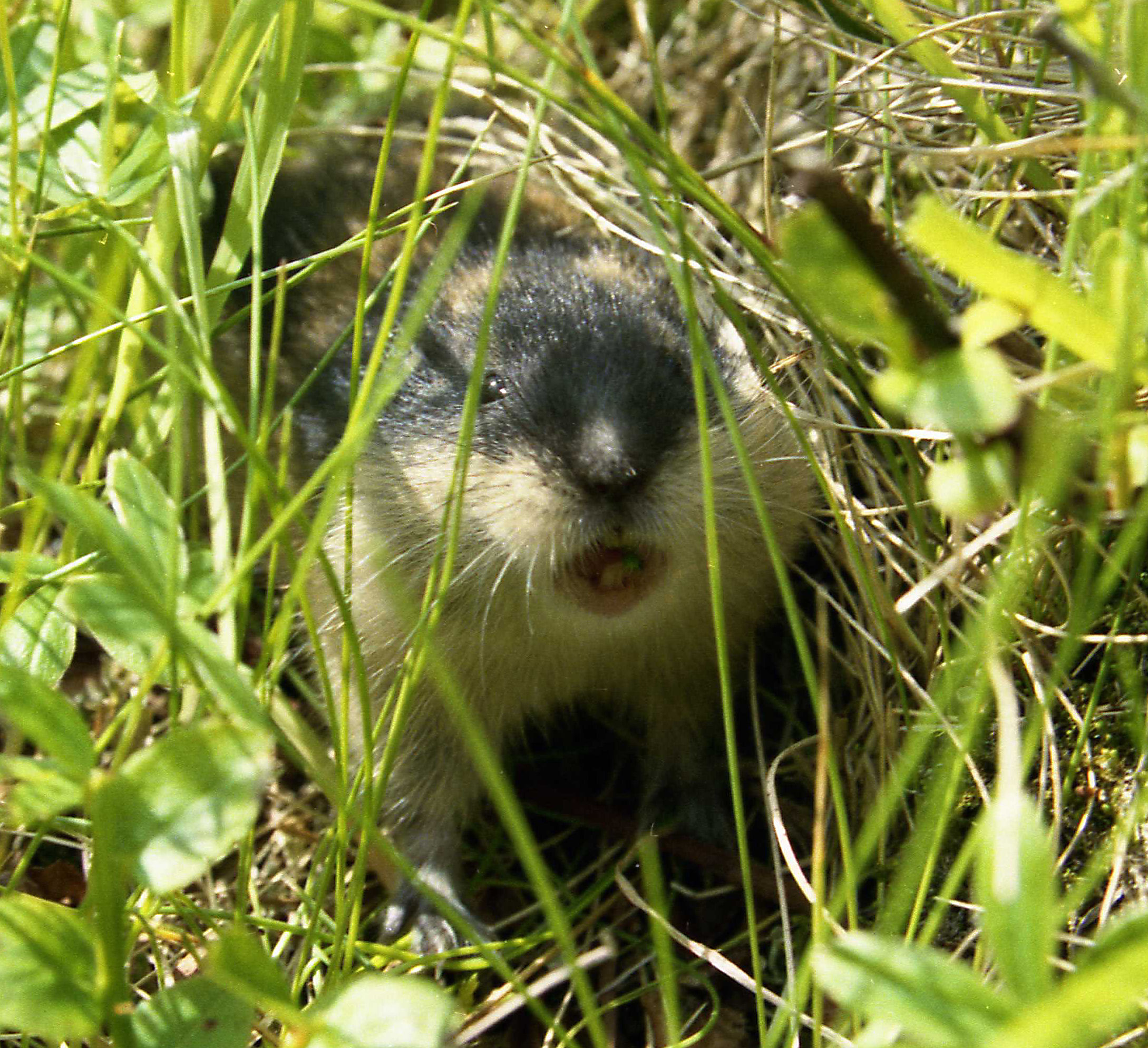
노르웨이레밍.
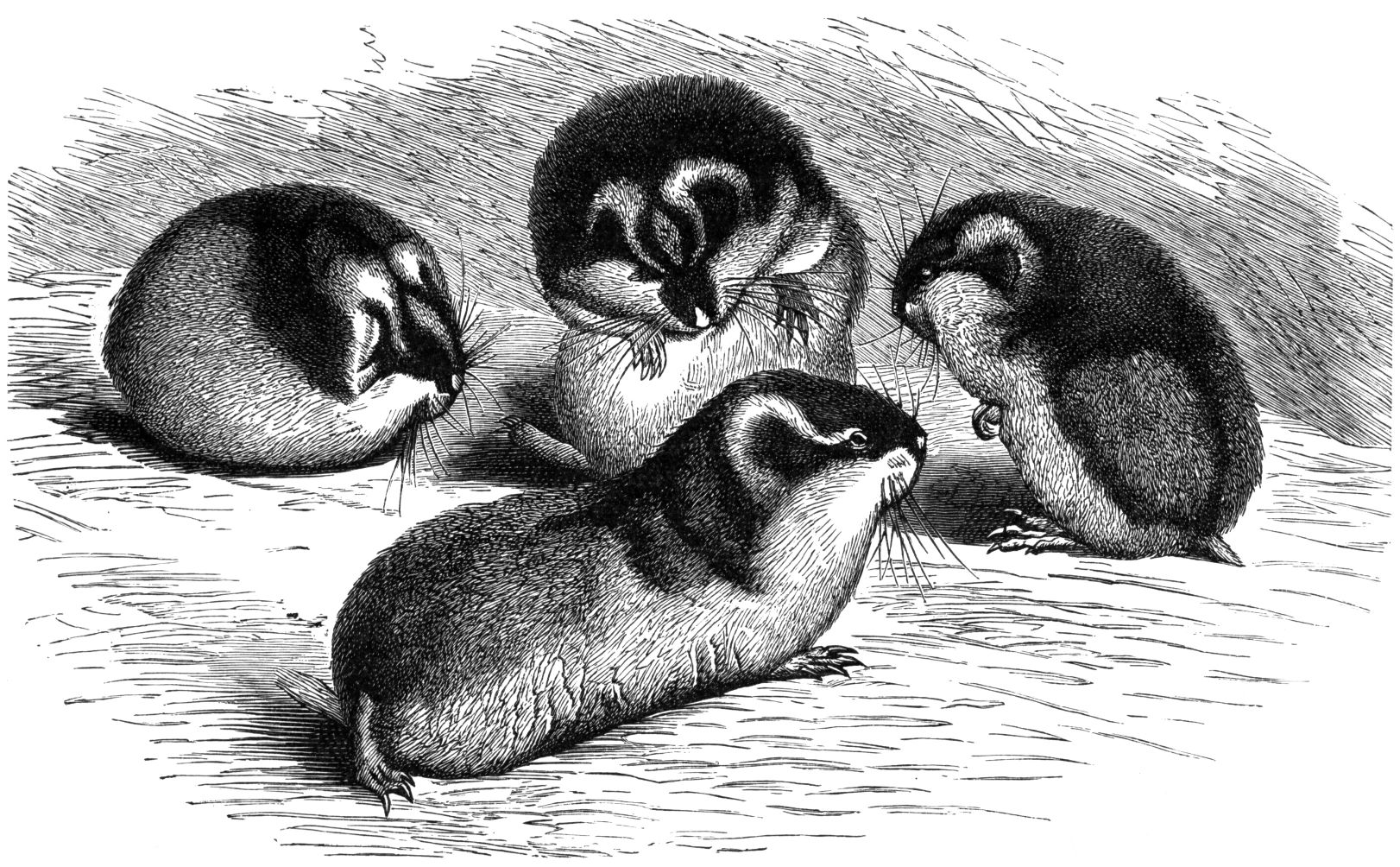
노르웨이레밍.
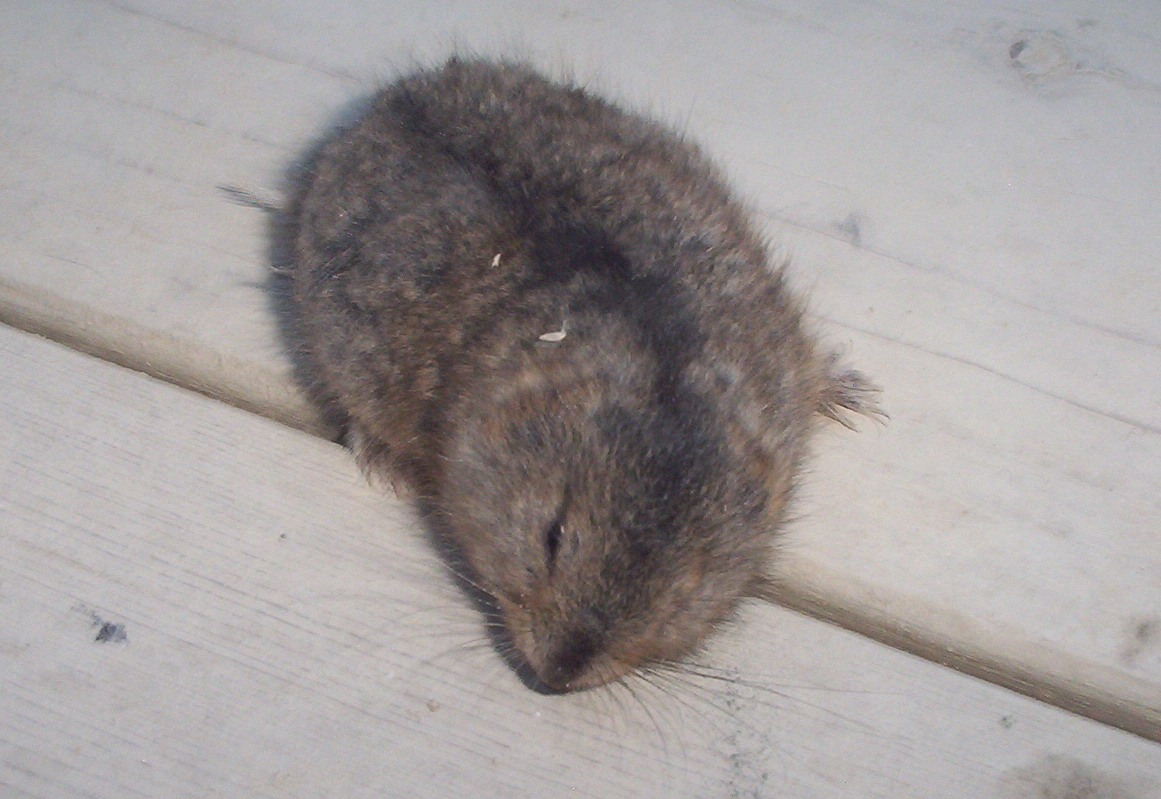
북아메리카갈색레밍(Lemmus trimucronatus).

## 레밍을 모티브로 한 캐릭터
- 그리지와 레밍스의 레밍집단들(레밍스)
- 레밍즈